# Papicu
Papicu es la sexta estación de la Línea Este del Metro de Fortaleza en el sentido Edson Queiroz. Esa estación está en construcción y posibilitará la integración con el VLT y la terminal Papicu.

## Características
Esta estación se localizara en el eje de la calle Lauro Nogueira junto a la terminal de autobuses urbanos de Papicu, entre las avenidas Jangadeiro y Engenheiro Santana Junior. Próximo a la estación de metro se localizará también la estación Papicu del sistema VLT de la Línea Mucuripe. El proyecto de esta estación promoverá la articulación entre los 3 medios de transporte, permitiendo una integración eficaz y confortable para los usuarios de los tres sistemas. Con esta configuración y por su localización estratégica, la estación Papicu será de gran importancia para el conjunto de la red de transporte urbano de Fortaleza.

## Beneficios
La estación Papicu traerá grandes beneficios para la población del área donde la estación se encontrará, facilitando la integración con otros sistemas y también por contener un gran estacionamiento de vehículos y un conjunto de comercios próximo a uno de sus accesos.

## Tabla de Líneas
| Línea      | Terminales                             | Estaciones | longitud | Duración de los viajes (min) | Intervalo entre trenes (min) | Funcionamiento   |
| ---------- | -------------------------------------- | ---------- | -------- | ---------------------------- | ---------------------------- | ---------------- |
| Leste Este | Central-Chico da Silva ↔ Edson Queiroz | 11         | 12,4     | -                            | -                            | En construcción. |
| Mucuripe   | Parangaba ↔ Iate                       | 11         | 12,7     | -                            | -                            | En construcción. |

- Datos: Q18416829
- Multimedia: Papicu (Fortaleza Metro) / Q18416829